# Steven Gould

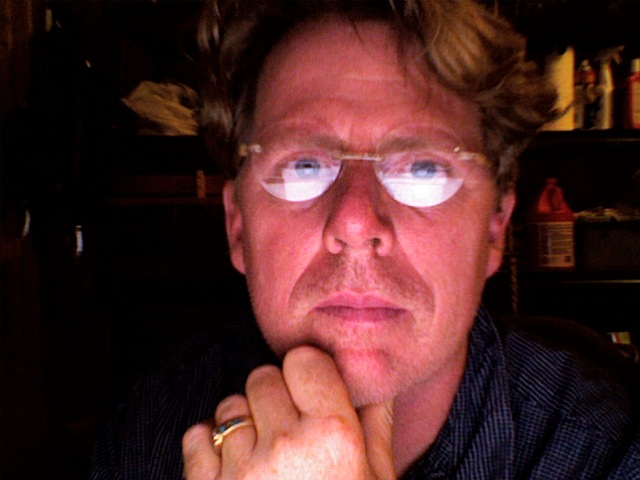
Steven Gould (2006)

Steven Charles Gould (* 7. Februar 1955 in Fort Huachuca, Arizona) ist ein US-amerikanischer Science-Fiction-Autor und Lehrer.

## Leben
Gould hat bisher zehn Romane veröffentlicht, sein bekanntestes Buch Jumper erschien 1992 und wurde auch 2008 unter diesem Titel verfilmt. Er ist mit der Science-Fiction-Autorin Laura J. Mixon verheiratet und lebt in Albuquerque in New Mexico.
In seiner Freizeit übt und unterrichtet er die Kampfsportart Aikidō.
Im Mai 2013 wurde er als Präsident der Schriftstellervereinigung Science Fiction and Fantasy Writers of America gewählt.
Im August 2013 traf er mit James Cameron eine Übereinkunft für vier auf der Avatar-Reihe basierende Romanfortsetzungen.

## Werke

### Romane
- Jumper (1992)
- Wildside (1996)
- Greenwar (1997)
- Helm (1998)
- Blind Waves (2000)
- Reflex (2004)
- Jumper: Griffin's Story (novel) (2007)
- 7th Sigma (2011)
- Impulse (2013)
- Exo (2014)

### Kurzgeschichten
- The Touch of Their Eyes (1980)
- Wind Instrument (1981)
- Gift of Fire (1981)
- Rory (1984)
- Mental Blocks (1985)
- The No License Needed, Fun to Drive, Built Easily with Ordinary Tools, Revolutionary, Guaranteed, Lawnmower Engine Powered, Low Cost, Compact, and Dependable Mail Order Device (1986)
- Poppa Was a Catcher (1987)
- Peaches for Mad Molly (1988)
- Simulation Six (1990)
- The Session (1995)
- Shade (2008)[6]
- Bugs In the Arroyo (2009)
- A Story With Beans (2009)

### Essays
- Introduction (1994)